# アルキ
アルキ（イタリア語: Archi）は、イタリア共和国アブルッツォ州キエーティ県にある、人口約2,100人の基礎自治体（コムーネ）。

## 地理

### 位置・広がり

#### 隣接コムーネ
隣接するコムーネは以下の通り。
- アルティーノ
- アテッサ
- ボンバ
- ペラーノ
- ロッカスカレーニャ
- トルナレッチョ

## 行政

### 分離集落
アルキには、以下の分離集落（フラツィオーネ）がある。
- Caduna, Canala, Cannella, Colle della Guardia, Colle Verri, Fara d'Archi, Fonte Cittadone, Fonte Maggiore, Grotte, Ischia d'Archi, Macchie Pianello, Montagna, Piane d'Archi, Pianello, Rascitti, Rongiuna, Ruscitelli, San Luca, Sant'Amico, Solagne, Valle Franceschelli, Zainello